# Carl Pfister
Carl Pfister (Werneck, Baixa Francònia, 12 d'abril de 1884 - † 1 de juliol de 1961 Forbach / Baden-Württemberg) fou un compositor alemany que es distingí com a compositor de cants i himnes patriòtics i religiosos com:
- Lieb Nachtigall, wach aufl Dtsch. Volkslieder (1920; 2a ed., 1926);
- Lieder z. Lante und Violine (1920);
- Zwie und Wechselgesänge (1920);
- Unserer lieben Fraue, Leg. und Lieder z. Lante (1921; 2a ed. 1925);
- Rosengartenlieder (1921; 3a ed. 1923);
- Gesang z. Gitarre (1921);
- Frohe Ernte (1921);
- Vaganten-, Scherzo- und Wanderburschenlieder (1921);
- Goldene Wiege (1922);
- Marienminne (1925);
- Erde singe (1925);
- Klampferschule (1926);
- Geistliche Lieder z. Lante (1926), i diversos cors per a homes.